# Weigu (köping i Kina, Shandong)
Weigu (kinesiska: 卫固镇, 卫固) är en köping i Kina. Den ligger i provinsen Shandong, i den östra delen av landet, omkring 100 kilometer öster om provinshuvudstaden Jinan. Antalet invånare är 26 390. Befolkningen består av 13 173 kvinnor och 13 217 män. Barn under 15 år utgör 15,0 %, vuxna 15-64 år 75 %, och äldre över 65 år 9,0 %.
Genomsnittlig årsnederbörd är 769 millimeter. Den regnigaste månaden är juli, med i genomsnitt 284 mm nederbörd, och den torraste är januari, med 7 mm nederbörd.